# Liste der Naturdenkmale in Hohenstadt
| Naturdenkmale | Anzahl |
| ------------- | ------ |
| FND           | 2      |
| END           | 7      |
| Gesamt        | 9      |

Die Liste der Naturdenkmale in Hohenstadt nennt die verordneten Naturdenkmale (ND) der im baden-württembergischen Landkreis Göppingen liegenden Gemeinde Hohenstadt. In Hohenstadt gibt es insgesamt sechs als Naturdenkmal geschützte Objekte, davon zwei flächenhafte Naturdenkmale (FND) und sieben Einzelgebilde-Naturdenkmale (END).
Stand: 31. Oktober 2016.

## Flächenhafte Naturdenkmale (FND)
| Name                       | Bild | Kennung     | Einzelheiten | Position | Fläche Hektar | Datum         |
| -------------------------- | ---- | ----------- | ------------ | -------- | ------------- | ------------- |
| Hülbe Weilerhöhe           | BW   | 81170310006 | Hohenstadt   | ⊙        | 0,1           | 22. Okt. 1984 |
| Pflanzenstandort Wassertal | BW   | 81170310005 | Hohenstadt   | ⊙        | 0,6           | 22. Okt. 1984 |
| Legende für Naturdenkmal   |      |             |              |          |               |               |

## Einzelgebilde (END)
| Name                                                                     | Bild | Kennung     | Einzelheiten | Position | Fläche Hektar | Datum         |
| ------------------------------------------------------------------------ | ---- | ----------- | ------------ | -------- | ------------- | ------------- |
| 1 Buche Grimmel                                                          | BW   | 81170310007 | Hohenstadt   | ⊙        | 0,0           | 22. Okt. 1984 |
| 1 Linde an Einmündung FW 490 in K1433                                    | BW   | 81170310002 | Hohenstadt   | ⊙        | 0,0           | 22. Okt. 1984 |
| 1 Linde Gewann Stöcke an K1433                                           | BW   | 81170310004 | Hohenstadt   | ⊙        | 0,0           | 22. Okt. 1984 |
| 1 Linde Wasen                                                            | BW   | 81170310009 | Hohenstadt   | ⊙        | 0,0           | 22. Okt. 1984 |
| 1 Ulme Leimgrube                                                         | BW   | 81170310008 | Hohenstadt   | ⊙        | 0,0           | 22. Okt. 1984 |
| 1 Ulme u. 1 Linde an der Straße nach Laichingen                          | BW   | 81170310003 | Hohenstadt   | ⊙        | 0,0           | 22. Okt. 1984 |
| 1 Ulme u. 3 Linden vor südwestlichem Ortseingang aus Richtung Laichingen | BW   | 81170310001 | Hohenstadt   | ⊙        | 0,0           | 22. Okt. 1984 |
| Legende für Naturdenkmal                                                 |      |             |              |          |               |               |